# Sauromates I
Tiberio Julio Sauromates I Philocaesar Philoromaios Eusebes (en griego: Τιβέριος Ἰούλιος Σαυροματης Α' Φιλόκαισαρ Φιλορώμαίος Eυσεbής) fue un rey del Bósforo que reinó de 93 a 123 d. C.

## Origen
Tiberio Julio Sauromates, que lleva un nombre sármata. Fue hijo de rey Tiberio Julio Rescuporis I, al cual dedicó en 93 d. C. una estela en la cual no se proclama rey. En ella, Sauromates se califica descendiente de Aspurgo, quien desciende de Poseidón y Heracles.

## Reinado
Su reinado, contemporáneo de los emperadores Domiciano (81-96), Nerva (96-98), Trajano (97-117) y Adriano (117-138), es conocido principalmente por sus inscripciones y sus monedas, en las que está representado en el anverso el busto de Sauromates I con una diadema y los cabellos largos que caen sobre la nuca, y en el reverso la diosa Niké volando hacia la izquierda, manteniendo una corona en la mano derecha y una palma en la izquierda.
El reinado de Sauromates I se caracteriza por la influencia fluctuante del Imperio romano sobre el Reino del Bósforo, que puede observarse en la evolución de sus monedas, donde aparece el retrato del emperador Trajano entre 98 y 102.
Durante el periodo siguiente, de 102 a 108, la efigie imperial ya no está representada, pero el rey se proclama Philocaesar Philoromaios ("amigo de César y de los romanos"). Este alejamiento relativo está ligado posiblemente al compromiso de Trajano en las guerras en Dacia. Roma hace luego regresar al reino del Bósforo a la órbita de su política y el rey es obligado a concluir un tratado de alianza.
Después de 110-111, Sauromates I no vacila en tomar los títulos de gran rey, rey de reyes, e incluso de gran rey de reyes, que desaparecen a su vez sin duda después de 112, en vísperas de la intervención de Trajano en Oriente.
En su Correspondencia, Plinio el Joven evoca varias veces los intercambios epistolares hacia 103 entre Sauromates o su enviado y Trajano.

## Posteridad
A su muerte, le sucede su hilo Tiberio Julio Cotis II.